# Goldfrapps diskografi
Goldfrapp är en engelsk elektronisk musikduo bildad i London 1999 av Alison Goldfrapp (sång/synthesizer) och Will Gregory (synthesizer). De har gett ut sex studioalbum, två livealbum, två samlingsalbum, fyra EP-skivor, 30 singlar samt ett videoalbum.
Goldfrapps debutalbum Felt Mountain släpptes i september 2000. Albumet uppnådde plats 57 på den brittiska albumlistan och certifierades guld enligt British Phonographic Industry (BPI). 2001 nominerades albumet vid Mercury Music Prize i Storbritannien. Black Cherry, deras andra album, släpptes i april 2003. Albumet och dess singlar blev framgångsrika på den brittiska singellistan och över nattklubbar i Nordamerika och albumets danceorienterade sound lade grund för framtida utgivningar.
I augusti 2005 släppte duon sitt tredje album, Supernature. Albumet uppnådde andra plats i Storbritannien och sålde i över en miljon exemplar världen runt. Supernature gav upphov till två Billboard Hot Dance Club Play-singelettor och fick en nominering i kategorin Best Electronic/Dance Album vid 2007 års Grammy Awards. Goldfrapps fjärde album, Seventh Tree, följde under 2008. Albumet låg som bäst på andra plats i Storbritannien och gick in på topp 20 på flera andra landslistor, däribland Australien, Belgien och Irland. Head First, Goldfrapps femte studioalbum, släpptes i mars 2010. Det uppnådde sjätte plats i Storbritannien och gav upphov till tre singlar: "Rocket", "Alive" och "Believer". Goldfrapps sjätte studioalbum, Tales of Us, gavs ut i september 2013.

## Album

### Studioalbum
| År                                                 | Albuminformation                                                                                               | Högsta listplaceringar | Högsta listplaceringar | Högsta listplaceringar | Högsta listplaceringar | Högsta listplaceringar | Högsta listplaceringar | Högsta listplaceringar | Högsta listplaceringar | Högsta listplaceringar | Certifikat                  | Sålda exemplar              |
| År                                                 | Albuminformation                                                                                               | UK                     | AUS                    | BEL (FL)               | FRA                    | IRL                    | NZ                     | TYS                    | USA                    | ÖST                    | Certifikat                  | Sålda exemplar              |
| -------------------------------------------------- | --- | ---------------------- | ---------------------- | ---------------------- | ---------------------- | ---------------------- | ---------------------- | ---------------------- | ---------------------- | ---------------------- | --------------------------- | --------------------------- |
| 2000                                               | Felt Mountain - Släppt: 11 september 2000 - Skivbolag: Mute (CDSTUMM188) - Format: CD, LP, digital nedladdning | 57                     | 44                     | —                      | 48                     | —                      | —                      | 36                     | —                      | 44                     | - BPI: Guld                 | - UK: 177 096 - USA: 52 000 |
| 2003                                               | Black Cherry - Släppt: 23 april 2003 - Skivbolag: Mute (CDSTUMM196) - Format: CD, LP, digital nedladdning      | 19                     | 71                     | 2                      | 45                     | 30                     | —                      | 25                     | —                      | —                      | - BPI: Platina              | - UK: 256 703 - USA: 52 000 |
| 2005                                               | Supernature - Släppt: 22 augusti 2005 - Skivbolag: Mute (CDSTUMM250) - Format: CD, LP, digital nedladdning     | 2                      | 23                     | 11                     | 43                     | 9                      | 35                     | 26                     | 138                    | 33                     | - BPI: Platina - IRMA: Guld | - UK: 500 000 - USA: 49 000 |
| 2008                                               | Seventh Tree - Släppt: 25 februari 2008 - Skivbolag: Mute (CDSTUMM280) - Format: CD, LP, digital nedladdning   | 2                      | 11                     | 10                     | 37                     | 9                      | 39                     | 21                     | 48                     | 37                     | - BPI: Guld                 | - UK: 200 062               |
| 2010                                               | Head First - Släppt: 19 mars 2010 - Skivbolag: Mute (CDSTUMM320) - Format: CD, LP, digital nedladdning         | 6                      | 14                     | 35                     | 70                     | 17                     | 18                     | 28                     | 45                     | 33                     |                             | - UK: 70 000                |
| 2013                                               | Tales of Us - Släppt: 9 september 2013 - Skivbolag: Mute - Format: CD, LP, digital nedladdning                 | 4                      | 15                     | 6                      | 33                     | 15                     | —                      | 9                      | 75                     | 24                     |                             |                             |
| "—" betecknar en utgivning som inte listnoterades. | |                        |                        |                        |                        |                        |                        |                        |                        |                        |                             |                             |

### Livealbum
| År   | Albuminformation                                                                             |
| ---- | -------------------------------------------------------------------------------------------- |
| 2005 | Live 2005[a] - Släppt: 2005 - Skivbolag: Mute - Format: CD                                   |
| 2008 | iTunes Originals - Släppt: 30 september 2008 - Skivbolag: Mute - Format: digital nedladdning |

### Samlingsalbum
| 2006                                               | We Are Glitter - Släppt: 17 oktober 2006 - Skivbolag: Mute (#9335-2) - Format: CD, LP, digital nedladdning                 | —  | —  |
| 2012                                               | The Singles - Släppt: 3 februari 2012 - Skivbolag: Mute, Parlophone (#5099930116726) - Format: CD, LP, digital nedladdning | 33 | 77 |
| "—" betecknar en utgivning som inte listnoterades. | |    |    |

## EP-skivor
| År   | Albuminformation                                                                                                |
| ---- | --- |
| 2004 | Wonderful Electric (Live in London) - Släppt: 24 september 2004 - Skivbolag: Mute - Format: digital nedladdning |
| 2006 | Ride a White Horse (Live in London) - Släppt: 13 februari 2006 - Skivbolag: Mute - Format: digital nedladdning  |
| 2006 | Live Session - Släppt: 19 december 2006 - Skivbolag: Mute - Format: digital nedladdning                         |
| 2010 | iTunes Festival: London 2010 - Släppt: 23 juli 2010 - Skivbolag: Mute - Format: digital nedladdning             |

## Singelskivor

### Singlar
| 2000                                               | "Lovely Head"                      | —   | —  | —  | —  | —  | —  | Felt Mountain  |
| 2000                                               | "Utopia"                           | 131 | —  | —  | —  | —  | —  | Felt Mountain  |
| 2001                                               | "Human"                            | 100 | —  | —  | —  | —  | —  | Felt Mountain  |
| 2001                                               | "Utopia (Genetically Enriched)"    | 62  | —  | —  | —  | —  | —  | Felt Mountain  |
| 2001                                               | "Pilots (On a Star)"/"Lovely Head" | 68  | —  | —  | —  | —  | —  | Felt Mountain  |
| 2003                                               | "Train"                            | 23  | —  | —  | —  | —  | —  | Black Cherry   |
| 2003                                               | "Strict Machine"                   | 25  | —  | —  | —  | —  | —  | Black Cherry   |
| 2004                                               | "Twist"                            | 31  | —  | —  | —  | —  | —  | Black Cherry   |
| 2004                                               | "Black Cherry"                     | 28  | —  | —  | —  | —  | —  | Black Cherry   |
| 2004                                               | "Strict Machine '04"               | 20  | —  | —  | —  | —  | 1  | Black Cherry   |
| 2005                                               | "Ooh La La"                        | 4   | 36 | 12 | 16 | 82 | 1  | Supernature    |
| 2005                                               | "Number 1"                         | 9   | —  | —  | 29 | 73 | 1  | Supernature    |
| 2006                                               | "Ride a White Horse"               | 15  | —  | —  | 36 | —  | 29 | Supernature    |
| 2006                                               | "Fly Me Away"                      | 26  | —  | —  | 40 | —  | 6  | Supernature    |
| 2006                                               | "Satin Boys, Flaming Chic"         | —   | —  | —  | —  | —  | —  | We Are Glitter |
| 2008                                               | "A&E"                              | 10  | —  | 38 | 33 | 98 | 22 | Seventh Tree   |
| 2008                                               | "Happiness"                        | 25  | —  | —  | —  | —  | —  | Seventh Tree   |
| 2008                                               | "Caravan Girl"                     | 54  | —  | —  | —  | —  | —  | Seventh Tree   |
| 2008                                               | "Clowns"                           | 115 | —  | —  | —  | —  | —  | Seventh Tree   |
| 2010                                               | "Rocket"                           | 47  | —  | 19 | 36 | 32 | 1  | Head First     |
| 2010                                               | "Alive"                            | —   | —  | —  | —  | —  | 1  | Head First     |
| 2010                                               | "Believer"                         | 180 | —  | —  | —  | —  | 31 | Head First     |
| 2011                                               | "Yellow Halo"                      | —   | —  | —  | —  | —  | —  | The Singles    |
| 2012                                               | "Melancholy Sky"                   | —   | —  | —  | —  | —  | —  | The Singles    |
| 2013                                               | "Drew"                             | —   | —  | —  | —  | —  | —  | Tales of Us    |
| 2013                                               | "Annabel"                          | —   | —  | —  | —  | —  | —  | Tales of Us    |
| 2014                                               | "Thea"                             | —   | —  | —  | —  | —  | —  | Tales of Us    |
| 2014                                               | "Jo"                               | —   | —  | —  | —  | —  | —  | Tales of Us    |
| 2014                                               | "Stranger"                         | —   | —  | —  | —  | —  | —  | Tales of Us    |
| 2014                                               | "Laurel"                           | —   | —  | —  | —  | —  | —  | Tales of Us    |
| "—" betecknar en utgivning som inte listnoterades. |                                    |     |    |    |    |    |    |                |

## Videografi

### Videoalbum
| År   | Albuminformation                                                                             |
| ---- | -------------------------------------------------------------------------------------------- |
| 2004 | Wonderful Electric - Släppt: 20 september 2004 - Skivbolag: Mute (DVDFrapp #1) - Format: DVD |

### Musikvideor
| År   | Titel                     | Regissör(er)                         |
| ---- | ------------------------- | ------------------------------------ |
| 2000 | "Lovely Head" (version 1) | Wolfgang Tillmans                    |
| 2000 | "Lovely Head" (version 2) | Wolfgang Tillmans                    |
| 2000 | "Utopia"                  | Dylan Kendle                         |
| 2001 | "Human"                   | Jake Scott                           |
| 2001 | "Pilots (On a Star)"      | James Griffiths                      |
| 2003 | "Train"                   | Dawn Shadforth                       |
| 2003 | "Strict Machine"          | Jonas Odell                          |
| 2004 | "Twist"                   | H5                                   |
| 2004 | "Black Cherry"            | The Makers                           |
| 2005 | "Ooh La La"               | Dawn Shadforth                       |
| 2005 | "Number 1"                | Dawn Shadforth                       |
| 2006 | "Ride a White Horse"      | Diane Martel                         |
| 2006 | "Fly Me Away"             | Andreas Nilsson                      |
| 2008 | "A&E"                     | Dougal Wilson                        |
| 2008 | "Happiness"               | Dougal Wilson                        |
| 2008 | "Clowns" (Super 8)        | Alison Goldfrapp och Francis Kennard |
| 2008 | "Caravan Girl"            | The Malloys                          |
| 2010 | "Rocket"                  | Kim Gehrig                           |
| 2010 | "Alive"                   | Legs                                 |
| 2010 | "Believer"                | Lisa Gunning                         |
| 2011 | "Yellow Halo"             | Lisa Gunning                         |
| 2013 | "Drew"                    | Lisa Gunning                         |
| 2013 | "Annabel"                 | Lisa Gunning                         |
| 2014 | "Thea"                    | Lisa Gunning                         |
| 2014 | "Jo"                      | Lisa Gunning                         |
| 2014 | "Stranger"                | Lisa Gunning                         |
| 2014 | "Laurel"                  | Lisa Gunning                         |

## Övriga låtar
Följande låtar finns inte med på Goldfrapps ordinarie studioalbum.
| År   | Titel                           | Album                                              |
| ---- | ------------------------------- | -------------------------------------------------- |
| 2001 | "End Titles" (med Adrian Utley) | Accelerator: The Soundtrack                        |
| 2005 | "Mona on the Tennis Court"      | My Summer of Love Soundtrack                       |
| 2005 | "Meeting in the Moors"          | My Summer of Love Soundtrack                       |
| 2005 | "Pulse"                         | My Summer of Love Soundtrack                       |
| 2005 | "Mona and Tamsin on a Rock"     | My Summer of Love Soundtrack                       |
| 2005 | "Sadie's Room"                  | My Summer of Love Soundtrack                       |
| 2005 | "Mona at the Gate"              | My Summer of Love Soundtrack                       |
| 2008 | "It's Not Over Yet"             | Radio 1's Live Lounge – Volume 3                   |
| 2008 | "Winter Wonderland"             | Winter Wonderland                                  |
| 2010 | "We Radiate"                    | The Vampire Diaries Original Television Soundtrack |

### Remixer
| År   | Titel                                                 | Artist           | Album                      |
| ---- | ----------------------------------------------------- | ---------------- | -------------------------- |
| 2003 | "This Is the New Shit" (Marilyn Manson vs. Goldfrapp) | Marilyn Manson   | "This Is the New Shit"     |
| 2004 | "Halo" (Goldfrapp Remix)                              | Depeche Mode     | Remixes 81-04              |
| 2005 | "A Pain That I'm Used To" (Goldfrapp Remix)           | Depeche Mode     | A Pain That I'm Used To    |
| 2006 | "The W.A.N.D." (Supernaturalistic – Goldfrapp Remix)  | The Flaming Lips | The W.A.N.D.               |
| 2011 | "Judas" (Goldfrapp Remix)                             | Lady Gaga        | Judas (The Remixes, Pt. 1) |

## Fotnoter
- A ^  Utgiven som en serie av sex dubbelalbum i begränsad upplaga, inspelad live under Goldfrapps turné i oktober 2005.[23]